# Жан-Шарл Кастелето
Жан-Шарл Виктор Кастелето (на френски: Jean-Charles Victor Castelletto) е камерунски футболист роден на 26 януари 1996 г. в Кламар, Франция. Играе във френския Нант като защитник и националния отбор на Камерун. Участник на Мондиал 2022.

## Успехи

### Нант
- Купа на Франция (1): 2021/22